# Пайн-Глен (Пенсільванія)
Пайн-Глен (англ. Pine Glen) — переписна місцевість (CDP) в США, в окрузі Сентр штату Пенсільванія. Населення — 188 осіб (2020).

## Географія
Пайн-Глен розташований за координатами 41°5′19″ пн. ш. 78°3′29″ зх. д. / 41.08861° пн. ш. 78.05806° зх. д. (41.088678, -78.057971).  За даними Бюро перепису населення США в 2010 році переписна місцевість мала площу 0,46 км², уся площа — суходіл.

## Демографія
Згідно з переписом 2010 року, у переписній місцевості мешкало 190 осіб у 70 домогосподарствах у складі 57 родин. Густота населення становила 410 осіб/км².  Було 77 помешкань (166/км²).
Расовий склад населення:
| - 100,0 % — білих |

До двох чи більше рас належало 0,0 %. Частка іспаномовних становила 1,6 % від усіх жителів.
За віковим діапазоном населення розподілялося таким чином: 27,4 % — особи молодші 18 років, 54,2 % — особи у віці 18—64 років, 18,4 % — особи у віці 65 років та старші. Медіана віку мешканця становила 37,2 року. На 100 осіб жіночої статі у переписній місцевості припадало 134,6 чоловіків;  на 100 жінок у віці від 18 років та старших — 119,0 чоловіків також старших 18 років.
Середній дохід на одне домашнє господарство  становив 63 706 доларів США (медіана — 55 833), а середній дохід на одну сім'ю — 70 096 доларів (медіана — 66 250). За межею бідності перебувало 2,8 % осіб, у тому числі 4,9 % дітей у віці до 18 років та 0,0 % осіб у віці 65 років та старших.
Цивільне працевлаштоване населення становило 100 осіб. Основні галузі зайнятості: освіта, охорона здоров'я та соціальна допомога — 30,0 %, роздрібна торгівля — 14,0 %, транспорт — 9,0 %, будівництво — 9,0 %.